# One Life (film)
One Life är en brittisk biografisk och historisk dramafilm från 2023. Filmen är regisserad av James Hawes efter ett manus skrivet av Lucinda Coxon, Nick Drake och Barbara Winton.
Filmen hade biopremiär i Sverige den 12 april 2024, utgiven av Nordisk Film.

## Handling
Filmen kretsar kring den unge britten Nicholas Winton, som räddade fler än 600 judiska barn precis innan andra världskrigets utbrott.

## Rollista (i urval)
- Anthony Hopkins – Nicholas Winton
  - Johnny Flynn – Nicholas Winton, som ung
- Helena Bonham Carter – Babi Winton
- Lena Olin – Grete Winton
- Jonathan Pryce – Martin Blake
- Romola Garai – Doreen Warriner
- Alex Sharp – Trevor Chadwick
- Samantha Spiro – Esther Rantzen